# Пліопітек

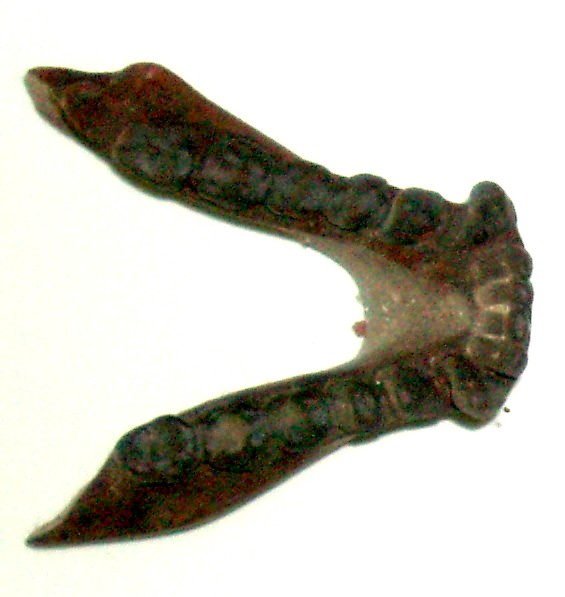
Щелепа Pliopithecus antiquus вид зверху

Пліопітеки (лат. Pliopithecus) — рід викопних приматів з міоцену. Відкритий Едуардом Ларте в Франції, скам'янілості, згодом знайшли й в Швейцарії, Словаччині та Іспанії. Пліопітеки мали схожі до сучасних гібонів розмір і форму, з якими вони можуть бути пов'язані, але навряд чи є їхніми прямими предками. У них були довгі кінцівки, пристосовані до брахації. На відміну від гібонів, вони мали короткий хвіст і лише часткове стереобачення.
Їхньою прабатьківщиною була Азія, звідки вони поширилися і в Європі, десь близько 17 — 13 мільйонів років тому.
Беган і Гарісон зазначають наступні види в середині роду:
- Pliopithecus antiquus
- Pliopithecus bii
- Pliopithecus canmatensis
- Pliopithecus platyodon
- Pliopithecus vindobonensis
- Pliopithecus zhanxiangi.

Pliopithecus antiquus раніше називався Pliopithecus piveteaui. Pliopithecus vindobonensis іноді вважається за окремий рід Epipliopithecus. Anapithecus є близьким родичем пліопітека і спочатку вважався його підвидом.